# Mardeuil
Mardeuil ist eine französische Gemeinde mit 1.463 Einwohnern (Stand: 1. Januar 2022) im Département Marne in der Region Grand Est. Sie gehört zum Arrondissement Épernay und zum Kanton Épernay-1. Die Einwohner werden Mardouillats genannt.

## Geographie
Mardeuil liegt etwa 19 Kilometer südsüdwestlich von Reims. Die Marne begrenzt die Gemeinde im Norden. Umgeben wird Mardeuil von den Nachbargemeinden Cumières im Norden, Hautvillers im Nordosten, Épernay im Süden und Osten, Vauciennes im Westen und Südwesten sowie Damery im Westen und Nordwesten.
Durch die Gemeinde führt die frühere Route nationale 3 (heutige D3). 

## Bevölkerungsentwicklung
| Jahr                       | 1962 | 1968 | 1975 | 1982 | 1990 | 1999 | 2006 | 2018 |
| Einwohner                  | 1085 | 1084 | 1335 | 1512 | 1671 | 1520 | 1563 | 1490 |
| Quellen: Cassini und INSEE |      |      |      |      |      |      |      |      |